# Mary Shaw (Informatikerin)

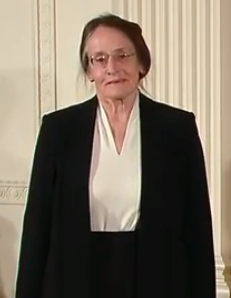
Mary Shaw

Mary M. Shaw (* 1. September 1943 in Washington, D.C.) ist eine US-amerikanische Informatikerin und Hochschullehrerin. Sie ist Alan J. Perlis Professorin für Informatik an der School of Computer Science der Carnegie Mellon University (CMU).

## Leben und Werk
Shaw wurde als Tochter von Mary Shaw und von dem Bauingenieur und Ökonomen für das Landwirtschaftsministerium Eldon Shaw geboren. Sie besuchte die High School in Bethesda (Maryland) und nahm zwei Sommer lang an einem After-School-Programm über Computer teil, welches von der International Business Machines Corporation (IBM) durchgeführt wurde. Sie studierte an der Rice University, wo sie 1965 ihren Bachelor of Arts erwarb. Anschließend arbeitete als Systemprogrammiererin bei der Research Analysis Corporation und forschte weiterhin an der Rice University. 1972 promovierte sie bei Alan Jay Perlis als erste Frau in Informatik an der Carnegie-Mellon University mit der Dissertation: Language Structures for Contractible Compilers. Sie trat der Fakultät der Carnegie Mellon University bei, wo sie  zur Professorin für Informatik ernannt wurde. Von 1984 bis 1987 war sie außerdem Chief Scientist am Software Engineering Institute der CMU, von 1992 bis 1999 Associate Dean for Professional Education und von 2001 bis 2006 Co-Direktorin des Sloan Software Industry Center.
Ihre Forschungsinteressen in der Informatik liegen vor allem in den Bereichen Software Engineering und Programmiersysteme, insbesondere Softwarearchitektur, Endbenutzer-Software-Engineering, cybersoziotechnische Systeme und Software-Design. Shaw ist Autorin und Herausgeberin von sieben Büchern und mehr als zweihundert Aufsätzen und technischen Berichten. Sie ist Co-Autorin von Software Architecture: Perspectives on an Emerging Discipline und gilt als eine der Begründerinnen der Softwarearchitektur.

## Auszeichnungen (Auswahl)
- 1993: Warnier Preis für Beiträge zur Softwareentwicklung
- 2005: Stevens Award für maßgebliche Beiträge zur Entwicklung und Anerkennung der Softwarearchitektur als Disziplin
- 2011: mit David Garlan: ACM SIGSOFT Outstanding Research AWARD, ACM SIGSOFT[2][3]
- Distinguished Educator Award, IEEE Computer Society TCSE
- 2012: National Medal of Technology and Innovation, US-Präsident Barack Obama[4]
- Nancy Mead Award for Excellence in Software Engineering Education von CSEE&T
- 2016: George R. Stibitz Computer and Communications Pioneer Award[5]
- 2017: Distinguished Women in Science and Engineering (WISE) Leadership Award, IEEE Computer Society Technical Council on Software Engineering (TCSE)[6]
- 2017: Robert E. Doherty Award for Sustained Contributions to Excellence in Education[7]
- Fellow der Association for Computing Machinery (ACM), des Institute for Electrical and Electronics Engineers (IEEE) und der American Association for the Advancement of Science (AAAS)

## Mitgliedschaft
- Association of Computing Machinery
- Society of the Sigma Xi
- New York Academy of Sciences
- Working Group 2.10 (Software Architecture) der International Federation of Information Processing Societies (IFIPS)
- emeritiertes Mitglied der Working Group 2.4 (System Implementation Languages) von IFIPS
- Computer Science and Telecommunications Board
- DARPA ISAT Studiengruppe

## Veröffentlichungen (Auswahl)
- mit Frank Hole: Computer analysis of chronological seriation, 1967.
- mit Alan Perlis, Frederick Sayward: Software metrics: an analysis and evaluation. 1981.
- Carnegie-Mellon curriculum for undergraduate computer science. 1985.
- mit David Garlan: Software Architecture: Perspectives on an Emerging Discipline. Pearson, 1996, ISBN 978-0-13-182957-2.
- Reduction of Compilation Costs Through Language Contraction. Communications of the ACM, 17(5), S. 245–250, 1974.
- Prospects for an Engineering Discipline of Software. IEEE Software, 7(6), S. 15–24, 1990.
- Comparing Architectural Design Styles. IEEE Software, 12(6), S. 27–41, 1995.